# Pasqualino Settebellezze
Pasqualino Settebellezze is een Italiaanse film van Lina Wertmüller die werd uitgebracht in 1975.

## Verhaal
Napels. Nietsnut Pasqualino Frafuso is een ijdeltuit en een kleine boef met een grote overlevingsdrang. Hij gaat door het leven als 'Pasqualino Settebellezze', een ironische bijnaam omdat hij zeven niet zo'n appetijtelijke zusters heeft. Op een dag ziet hij zich verplicht de eer van zijn familie te verdedigen: omdat een pooier een van zijn zussen in de prostitutie wilde drijven heeft hij die vermoord. Hij wordt veroordeeld tot een gevangenisstraf maar hij ziet kans de cel in te ruilen voor de psychiatrische afdeling. Om de vrijheid weer te proeven geeft hij zich als oorlogsvrijwilliger op. 
Eenmaal in Duitsland deserteert hij vlug. Nadat hij door de Duitsers is gearresteerd wordt hij in een concentratiekamp ondergebracht. Ook hier probeert hij zijn hachje te redden door aan te pappen met een afzichtelijke dikke kampbewaakster aan wie hij seksuele hand-en-spandiensten verleent. Dankzij haar wordt hij aangesteld als kapo. In die nieuwe functie wacht hem een akelige opdracht maar de laffe Pasqualino heeft er alles voor over om de oorlog te overleven en terug te keren naar Napels. 

## Rolverdeling
| Acteur              | Personage                      |
| ------------------- | ------------------------------ |
| Giancarlo Giannini  | Pasqualino Frafuso             |
| Fernando Rey        | Pedro, de Spaanse anarchist    |
| Shirley Stoler      | de kampcommandante             |
| Elena Fiore         | Concettina, een Zuster         |
| Piero Di Iorio      | Francesco, de vriend deserteur |
| Enzo Vitale         | Don Raffaele                   |
| Roberto Herlitzka   | de socialist                   |
| Lucio Amelio        | de advocaat Cangemi            |
| Ermelinda De Felice | de moeder                      |